# Дебарця (община)
Община Дебарця (мак. Општина Дебарца) — община в Північній Македонії. Адміністративний центр — село Бєлчішта. Розташована на південному заході  Македонії, Південно-Західний статистично-економічний регіон, з населенням 5 507 мешканців. Загальна площа общини 425,39 км².

## Відомі особистості
В общині народився:
- Марко Кітевський (* 1950) —  македонський дослідник фольклору македонців і літературознавець.